# Boyce Avenue
Pour les articles homonymes, voir Boyce.
Boyce Avenue est un groupe de pop rock américain, originaire de Sarasota, en Floride. Le groupe est formé par trois frères ; Alejandro (chant, guitare, piano), Daniel (basse, chœurs, percussions) et Fabian Manzano (guitare, chœurs).

## Biographie

### Débuts (2004–2009)
Le groupe est nommé Boyce Avenue après une combinaison de deux rues où les frères vivaient quand ils étaient enfants. Le groupe est formé en 2004, au retour de Daniel en Floride après avoir obtenu son diplôme de la faculté de droit d'Harvard ; il rejoint ses frères Alejandro et Fabian qui, eux, étaient encore à l'université de Floride.
Le groupe commence à publier ses vidéos sur YouTube où il fait des reprises de succès du moment en version acoustique (piano, guitare). Les vidéos sont visionnées des millions de fois, la plus populaire étant la reprise de Justin Timberlake avec Mirrors qui à ce jour est visionnée plus de 130 millions de fois. Ces reprises sont autorisées à être publiés en trois EPs via leur label indépendant, 3 Peace Records. Alors qu'il continue à faire des reprises sur YouTube, Boyce Avenue enregistre son premier album intitulé All You're Meant to Be communiqué le 3 mars 2008.
En janvier 2009, le groupe se produit à Stand-Alone à New York. Grâce au succès de leurs vidéos sur YouTube, ils ont accumulé de nombreux fans et le concert s'est produit à guichet fermé et est un énorme succès. Avec un grand nombre de fans sur le site internet, le groupe porte donc dès à présent une attention sur les tournées. C'est alors qu'ils commencent une tournée de quatre concerts en tête d'affiche aux Philippines. Peu après cela, le groupe retourne aux États-Unis pour commencer sa première tournée là-bas, qui est aussi un énorme succès. Après le succès de ces deux visites, le groupe lance une tournée en Europe, incluant des dates au Royaume-Uni, en Irlande, en Allemagne, en Belgique et en France. 

### Période Universal Republic (2010–2011)
Au début 2010, le groupe est ensuite retourné aux Philippines pour jouer dans des festivals avec Kris Allen et JabbaWockeeZ.
Le 23 janvier 2010, le groupe signe avec Universal Republic, et sort un deuxième album, intitulé All We Have Left, le 15 juin 2010. L'album est réalisé et financé entièrement par le groupe avant d'être signé chez Universal Republic. All We Have Left contient des chansons retravaillées de leur premier album All You're Meant to Be et de nouvelles chansons écrites pour l'album.
Le premier single de l'album, Every Breath, est sorti le 15 mars 2010 numériquement (iTunes) et le clip est publié le 20 mars 2010.
En 2011, Boyce Avenue entame une tournée mondiale passant par les États-Unis, le Canada, l'Australie et l'Europe.

### 3 Peace Records (depuis 2011)
Au 9 août 2011, Boyce Avenue n'est plus signé avec Universal Republic, et produit ses propres morceaux sur son label, 3 Peace Records. Le label signera depuis des artistes comme Hannah Trigwell.
En 2012, Boyce Avenue s'associe à la version américaine de The X Factor comme coaches vocaux. Le 14 mai 2013, Boyce Avenue annonce une tournée mondiale à la fin de l'année. Le 6 août 2013, ils publient leur premier album live, enregistré pendant leur tournée mondiale, intitulé Live in Los Angeles. En mars 2014, ils jouent pour la première fois en Espagne, avec deux concerts à Madrid et Barcelone. L'EP No Limits est publié le 22 avril 2014, et le groupe annonce un nouvel album. L'EP comprend plus de morceaux upbeat pop que ses prédécesseurs. En 2018, ils prévoient une tournée à Singapour.

## Membres

### Membres actuels
- Alejandro Manzano – chant, guitare, piano
- Fabian Manzano - guitare, chœurs
- Daniel Manzano - basse, chœurs, percussions, violon

### Membres live
- Jason Burrows - batterie, percussions
- Stephen Hatker - batterie, percussions (ancien)

## Discographie

### Albums studio
- 2008 : All You're Meant to Be
- 2010 : All We Have Left

### EP
- 2008 : Acoustic Sessions, Volume 1
- 2008 : Acoustic Sessions, Volume 2
- 2009 : Acoustic Sessions, Volume 3
- 2009 : Acoustic Sessions, Volume 4
- 2009 : Influential Sessions
- 2010 : New Acoustic Sessions, Volume 1
- 2010 : Cover Collaborations, Volume 1
- 2011 : New Acoustic Sessions, Volume 2
- 2011 : Cover Collaborations, Volume 2
- 2012 : New Acoustic Sessions, Volume 3
- 2012 : New Acoustic Sessions, Volume 4
- 2014 : New Acoustic Sessions, Volume 5
- 2014 : Cover Collaborations, Volume 3
- 2014 : Cover Sessions, Volume 1
- 2015 :  Cover Sessions, Volume 2

### Singles
- 2010 : Every Breath
- 2012 : Find Me
- 2013 : Your Biggest Fan
- 2013 : One Life
- 2014 : I'll Be the One (featuring Milkman)
- 2014 : Speed Limit
- 2017 : Just Say Yes